# Szimejiz
Szimejiz (ukránul Сімеїз, oroszul Симеиз [Szimeiz], krími tatár nyelven Simeiz) városi jellegű település a Krím félszigeten. Saját községi tanácsa van, mely a Jaltai Városi Tanácsnak van alárendelve. A Fekete-tenger partján, a Krími-hegység déli részén található Kiska hegy lábánál fekszik. Átlagos tengerszint feletti magassága 55 m. Jaltától 16, Szimferopoltól 86 km-re található. Állandó lakossága a 2001-es ukrajnai népszámlálás idején 3501 fő volt.
Gazdaságát döntően a szőlőtermesztés, valamint a turisztikai szolgáltatások adják. A település közelében működött az 1950-es évek közepéig a Szimejizi obszervatórium.

## Lásd még
- Szimejizi obszervatórium

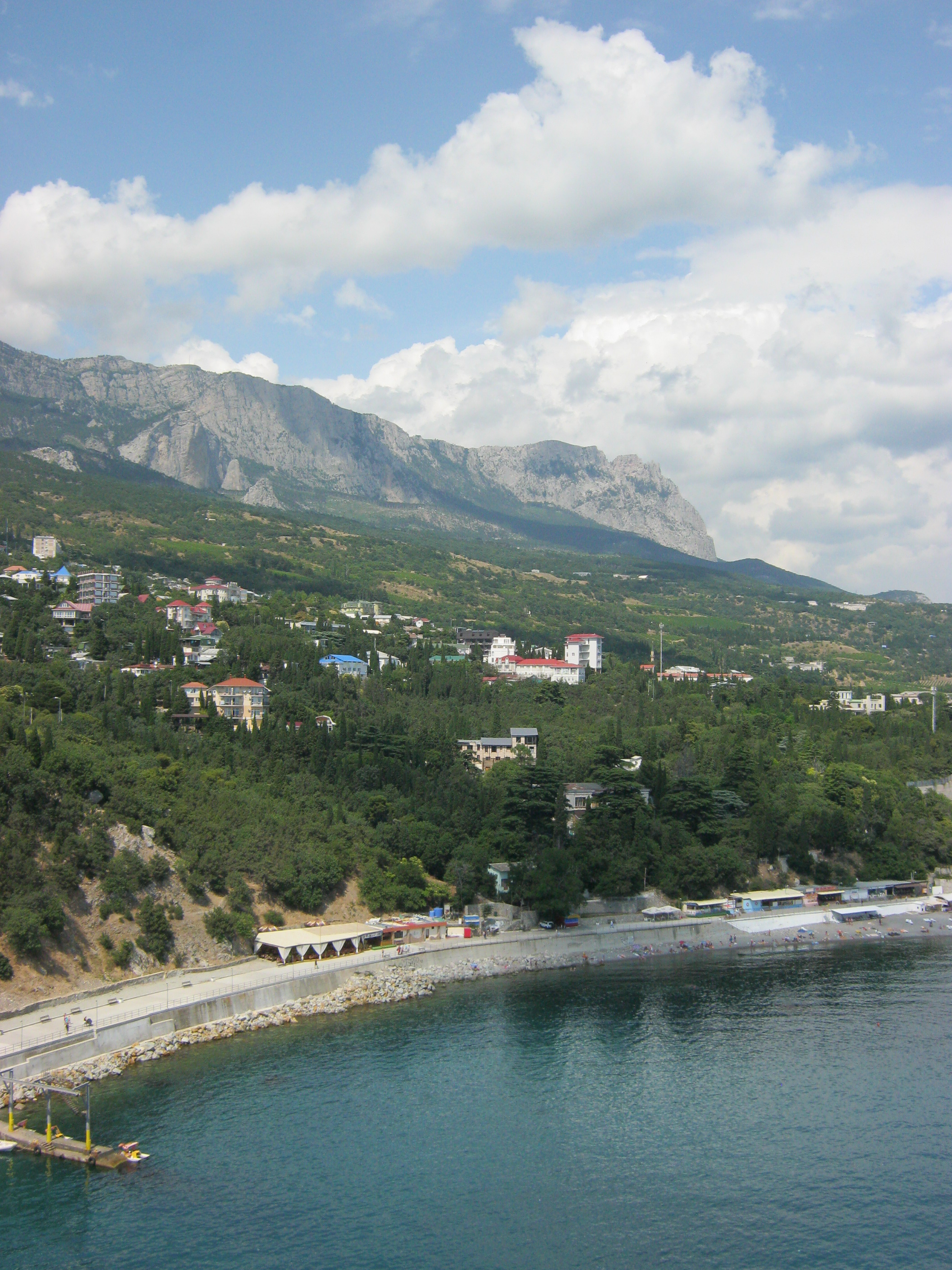
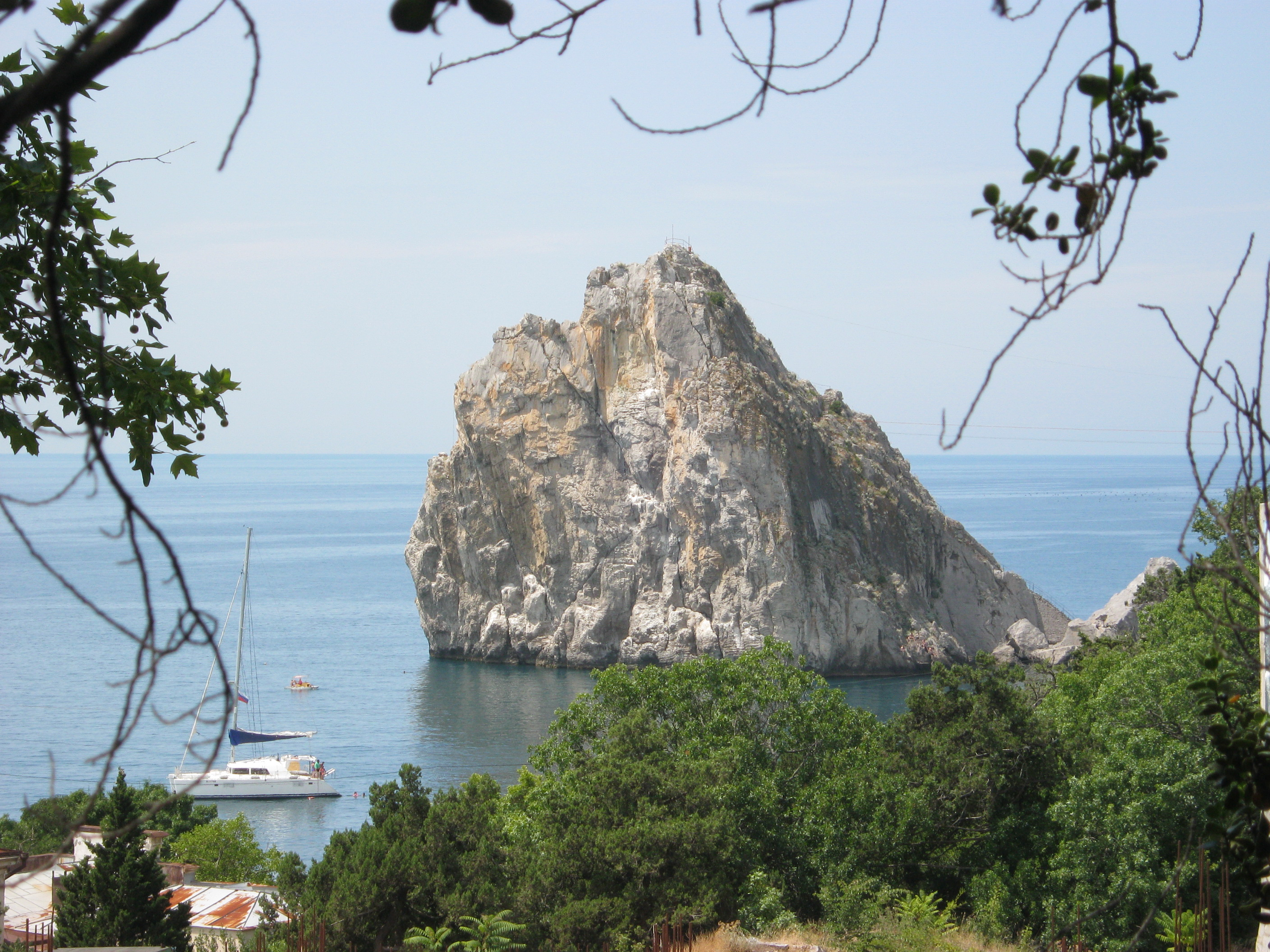
Szikla Diva
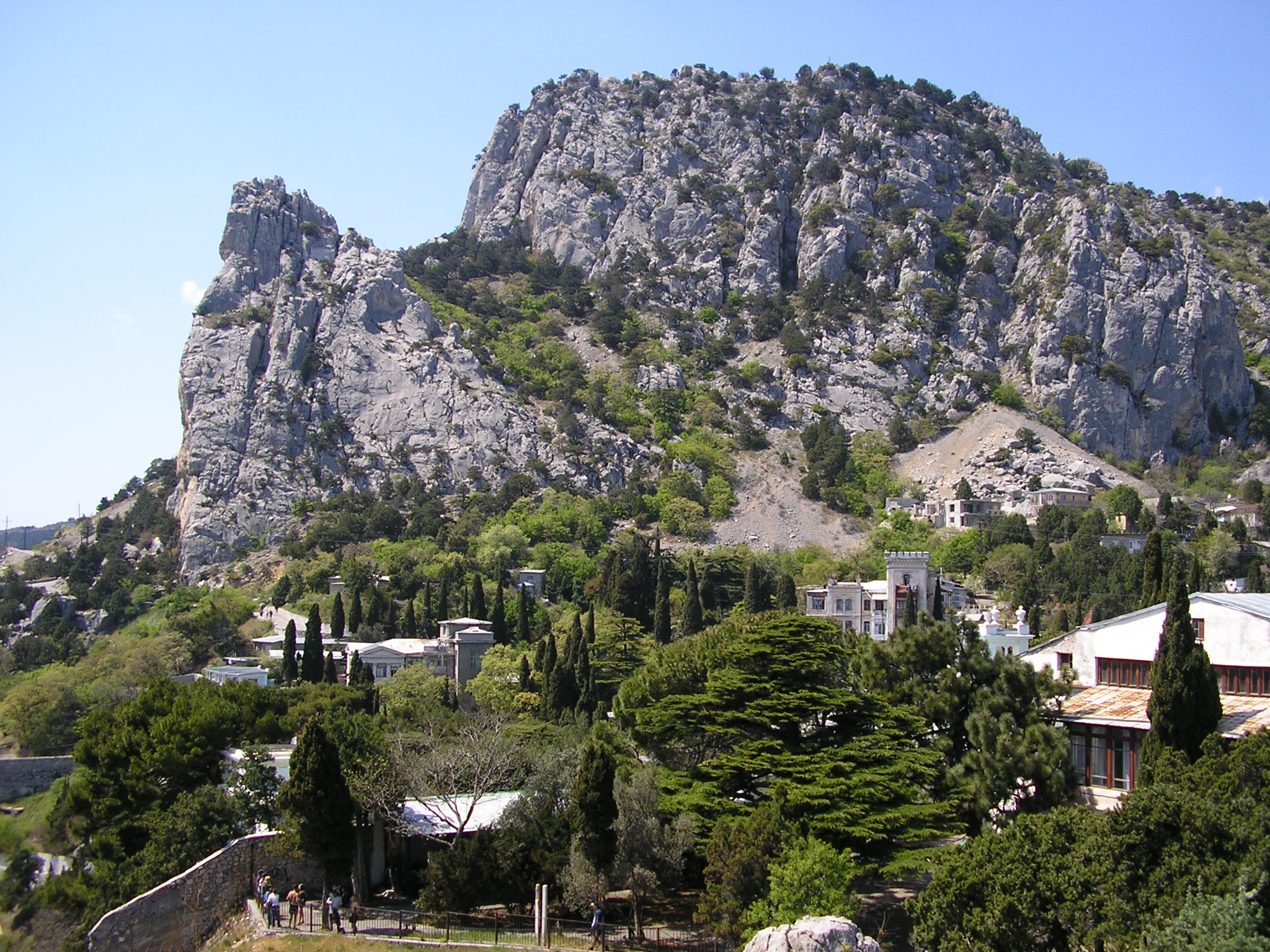
Hegy Koshka
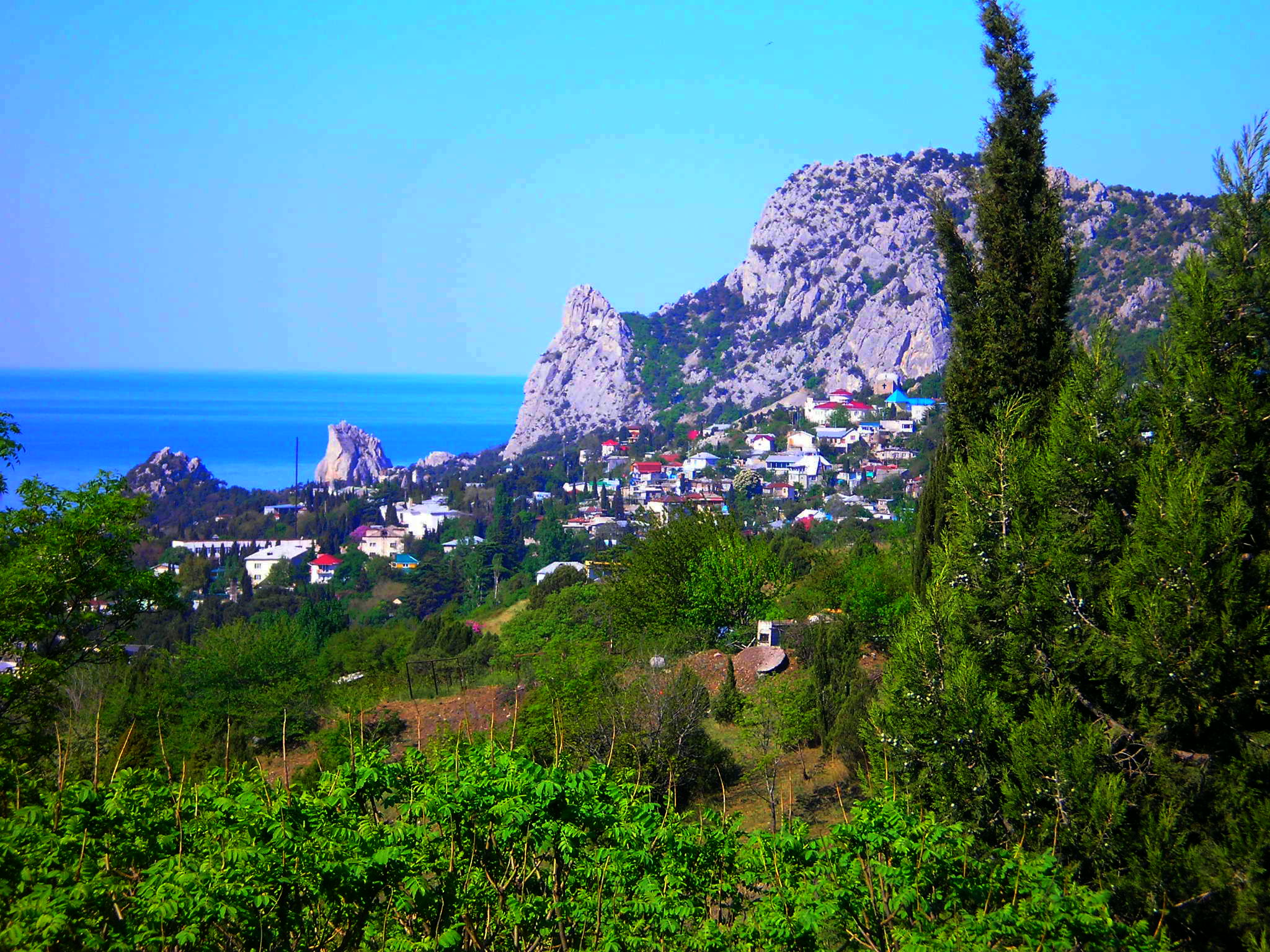

## Külső hivatkozások
- http://gska2.rada.gov.ua:7777/pls/z7502/A005?rdat1=21.02.2009&rf7571=1312%5B%5D